# Grote kiskadie
De grote kiskadie (Pitangus sulphuratus) is een insectenetende (sub)tropische zangvogel uit de familie van de tirannen.

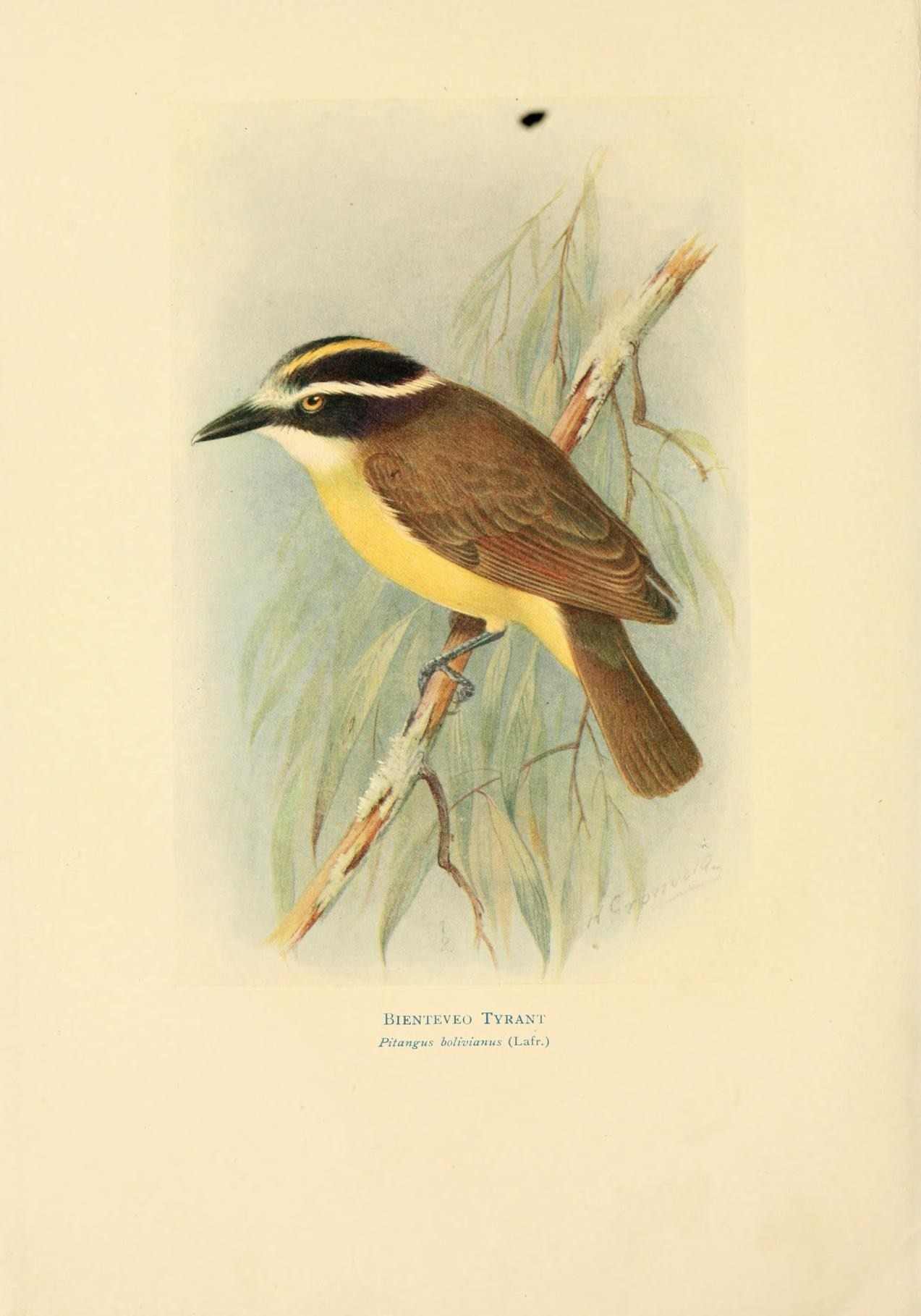
Pitangus bolivianus
(1920), illustratie van Henrik Grönvold, Birds of La Plata

## Kenmerken
De volwassen grote kiskadie is circa 22 centimeter groot en weegt circa 63 gram. De kop is zwart met een witte oogstreep. De rug, vleugels en staart zijn bruin, de borst is helder geel. De snavel is kort en dik. De lichaamslengte bedraagt 21 tot 24 cm.
In verschillende talen is de naam van de vogel een onomatopee, ontleend aan de karakteristieke roep: een luid grietjebie. In Suriname is hij om zijn roep bekend als grietjebie. In Brazilië worden de vogel en zijn roep aangegeven als bem-te-vi; in Spaanstalige landen heet hij  bien-te-veo, wat zoveel betekent als "Ik zie je goed!" of "Goed je te zien!". 

## Leefwijze
Zijn voedsel bestaat uit insecten en vruchten, maar ook vissen en kikkervisjes staan op zijn menu. De vogel zit daarvoor op een tak te wachten, totdat hij met een stootduik zijn prooi te grazen neemt.

## Verspreiding en leefgebied
De grote kiskadie broedt in open bebost terrein, inclusief bouwland en rond menselijke bewoning, vanaf het zuiden van Texas tot Uruguay en centraal Argentinië en op Trinidad.
De soort telt tien ondersoorten:
- P. s. texanus: van zuidelijk Texas tot zuidoostelijk Mexico
- P. s. derbianus: oostelijk Mexico
- P. s. guatimalensis: van zuidoostelijk Mexico tot centraal Panama.
- P. s. rufipennis: noordelijk Colombia en noordelijk Venezuela
- P. s. caucensis: westelijk en zuidelijk Colombia
- P. s. trinitatis: oostelijk Colombia, zuidelijk en oostelijk Venezuela, noordwestelijk Brazilië en Trinidad
- P. s. sulphuratus: van de Guyana's en noordelijk Brazilië, zuidoostelijk Colombia en oostelijk Ecuador tot zuidoostelijk Peru
- P. s. maximiliani: van noordelijk Bolivia en Paraguay tot oostelijk en zuidelijk Brazilië
- P. s. bolivianus: oostelijk Bolivia
- P. s. argentinus: van Paraguay, Brazilië en Uruguay tot Argentinië

## Status
De grootte van de populatie is in 2008 geschat op 50-100 miljoen volwassen vogels. Op de Rode lijst van de IUCN heeft deze soort de status niet bedreigd.

## Galerij

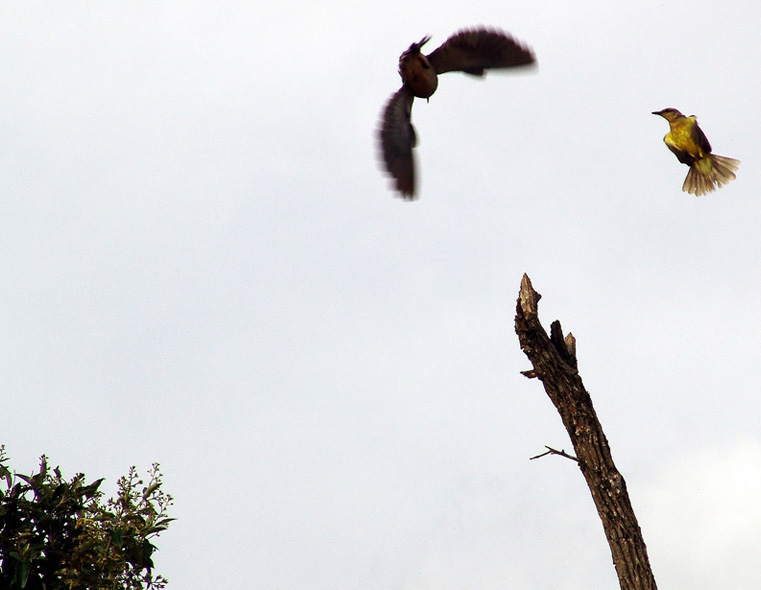
Een grote kiskadie verjaagt een havik
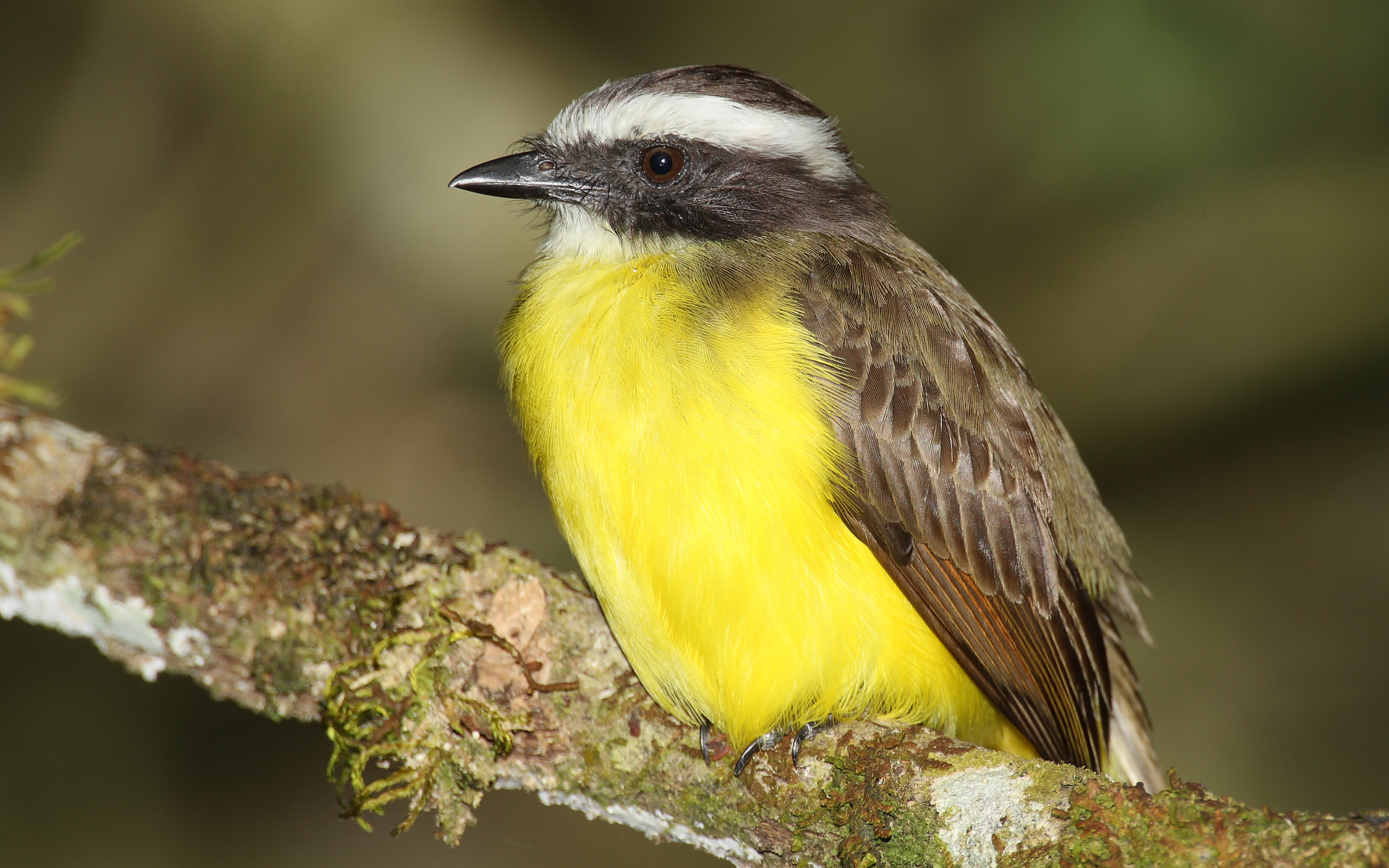
Een van de vliegenvangers die lijkt op de grote kiskadie is  Myiozetetes similis
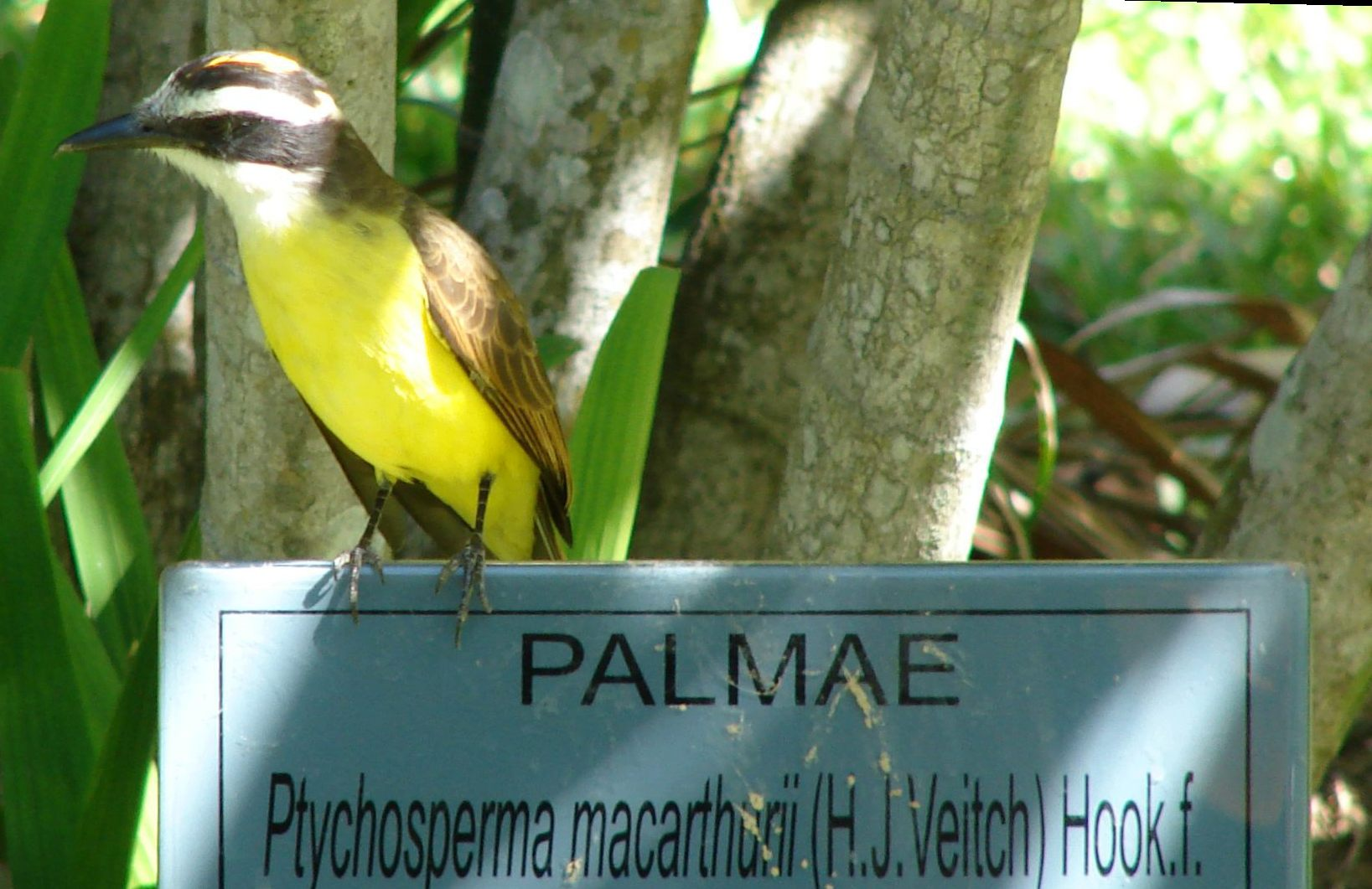
Bem-te-vi in Jardim Botânico do Rio de Janeiro (Brazilië)
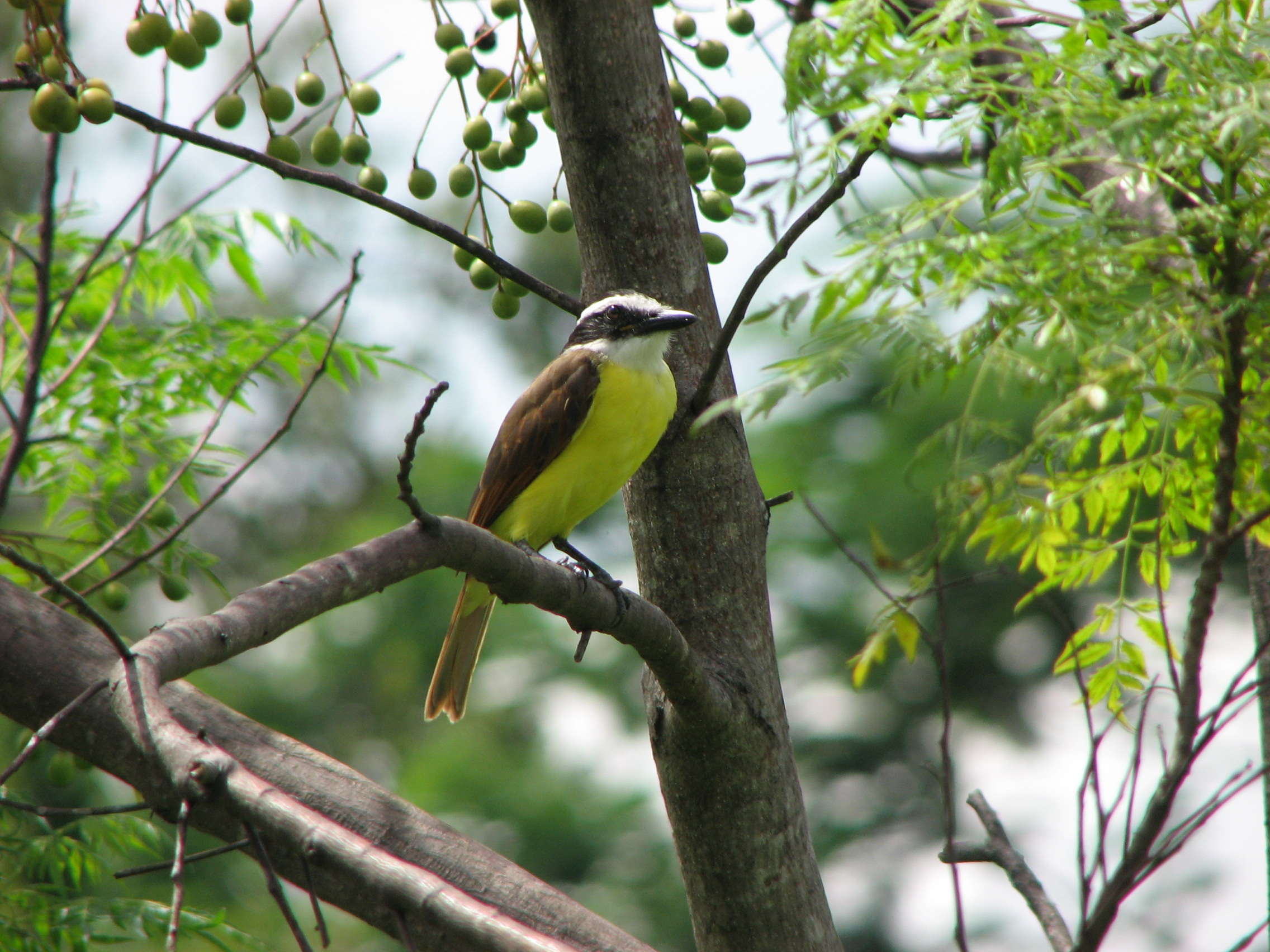
Cristofue in San Salvador (El Salvador)
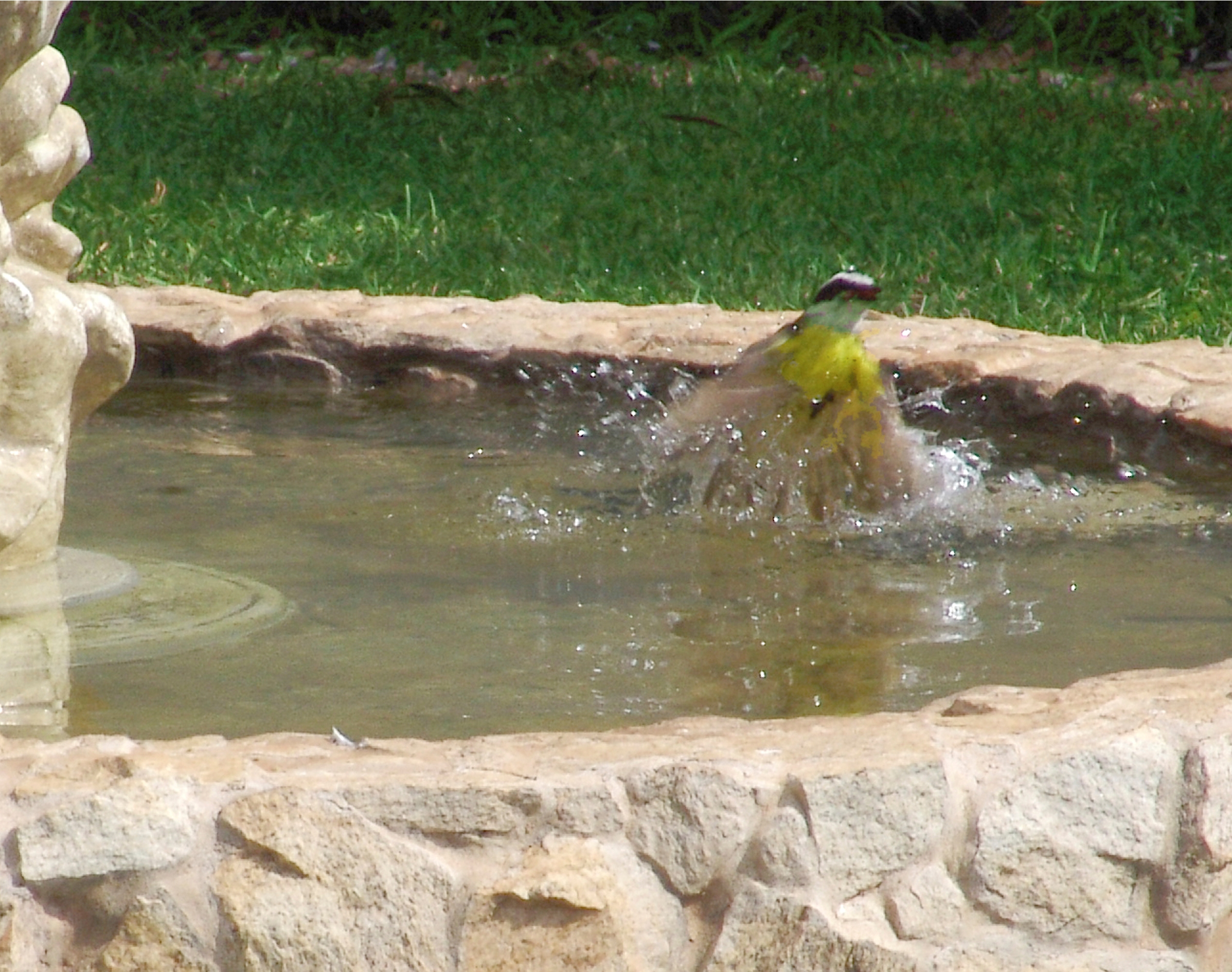
Badend in een fontein